# 中西部高校基础能力建设工程
中西部高校基础能力建设工程是由中华人民共和国国家发展和改革委员会和中华人民共和国教育部组织实施重点扶持一批有特色有实力的中国大陆地区省部共建或省属重点大学的建设工程，是中国大陆地区中西部高等教育振兴计划的重要组成部分。该高校建设工程计划2011年启动，2012年起实施，是继中国高等教育战略计划211工程、985工程后又一重点发展的高等院校发展计划。该“工程”该以五年为一个周期，初步资金投入为100亿元人民币，滚动实施，一期实施期限为2012年至2015年，二期实施期限为2016年至2020年，计划支持中国大陆地区中西部24个省、自治区、直辖市的100多所省属地方或省部共建制本科高校。